# Deary
Deary est une ville américaine située dans le comté de Latah en Idaho.

## Démographie
| 1920 | 1930 | 1940 | 1950 | 1960 | 1970 |
| ---- | ---- | ---- | ---- | ---- | ---- |
| 316  | 295  | 320  | 320  | 349  | 411  |

| 1980 | 1990 | 2000 | 2010 | - | - |
| ---- | ---- | ---- | ---- | - | - |
| 539  | 529  | 552  | 506  | - | - |

Selon le recensement de 2010, Deary compte 506 habitants. La municipalité s'étend sur 0,65 mille carré (1,68 km2).